# Chloropoea mimo-ras
Chloropoea mimo-ras är en fjärilsart som beskrevs av Ungemach 1932. Chloropoea mimo-ras ingår i släktet Chloropoea och familjen praktfjärilar. Inga underarter finns listade i Catalogue of Life.